# Vrsar
Vrsar (Italiaans: Orsera; Duits: Orser) is een gemeente en stadje aan de kust van Istrië niet ver van Poreč in Kroatië. Dichtbij ligt het dorp Funtana.
De bevolking telde in 2001 2703 mensen, en het stadje is voornamelijk bekend bij toeristen. Voor de kust van Vrsar liggen 18 onbewoonde eilandjes die begroeid zijn met zeldzame mediterrane planten.
De hotels van Vrsar liggen vlak bij de zee langs de mooie stranden. Het heeft een havenboulevard, Obala Marsala Tita. Ook het grootste naturisten-resort van Europa, Koversada, ligt hier vlak bij.

## Geschiedenis
Vrsar was vroeger het vakantieverblijf van diverse bisschoppen en pausen en de roemruchte Casanova bracht tweemaal een bezoek aan de stad. Ook was het een handelscentrum. Na de Romeinen kwamen de Oost Goten. In 538 kwam het onder Byzantijns bestuur. Van de 10de tot de 18de eeuw was het Vaticaan de baas. Later kwam het onder bestuur van de bisschoppen van Poreč.

## Bezienswaardigheden
- Sint Maartenskerk uit de 19de eeuw

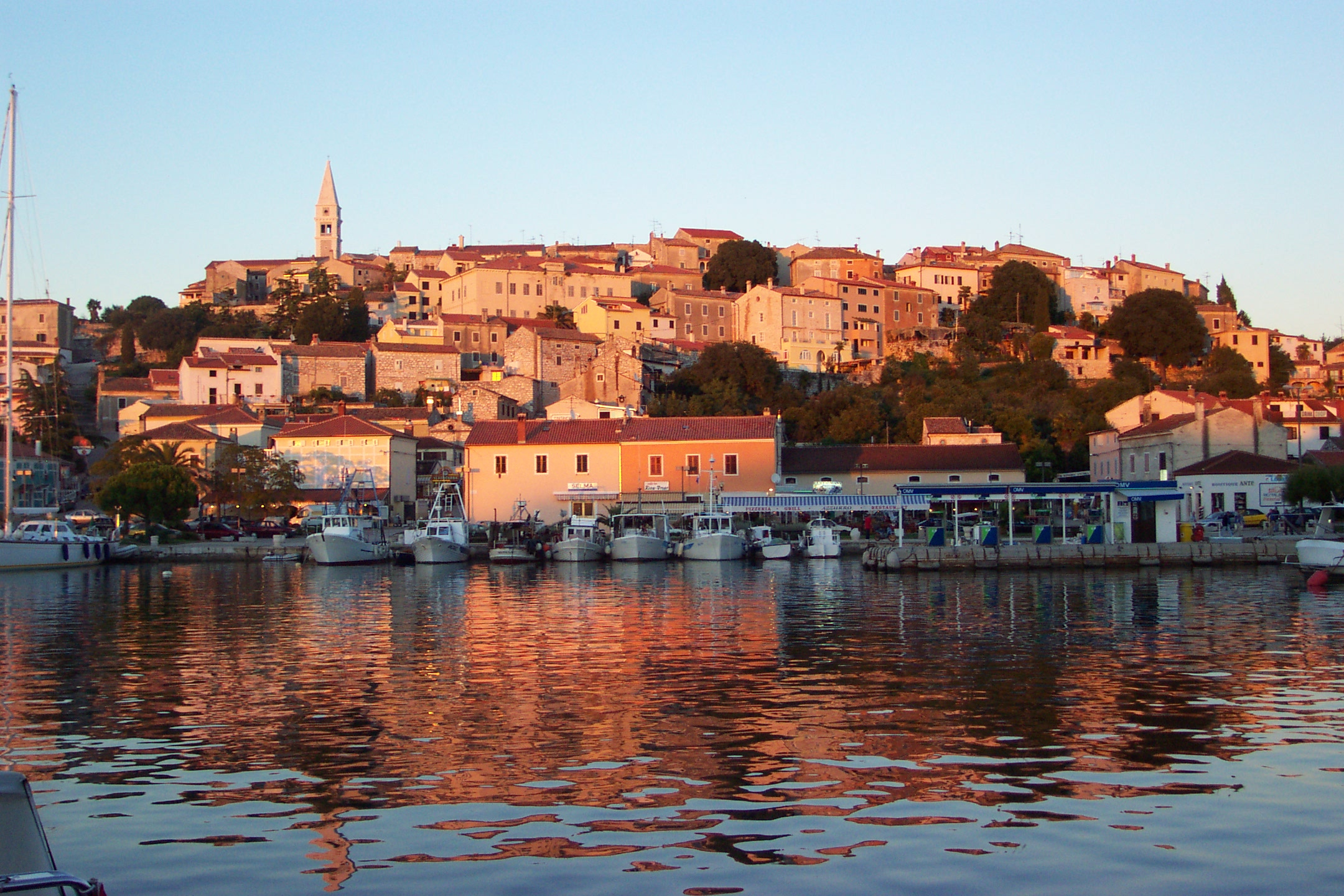
Oude haven

- Stadshoofdpoort bij de Foska kerk
- Romaanse Mariabasiliek
- Limski Kanaal
- Brioni eilanden

## Geboren
- Antonio Quarantotto (1897-1987), zwemmer